# 무브먼트 (힙합 크루)
무브먼트(영어: Movement)는 드렁큰 타이거를 중심으로 결성된 대한민국의 힙합 크루이다. 2000년대 중반 한국 힙합을 이끌었던 최대 규모의 대표 크루 중 하나였으나, 2013년 점차 활동이 저조해지면서 여러 분열설을 낳았고, 결국 사실상 활동 중단에 이르렀다.

## 역사

### 개요
무브먼트의 유래는 드렁큰 타이거 2집에 수록된 〈The Movement〉라는 곡으로 거슬러 올라간다. 당시 곡에 참여했던 래퍼는 드렁큰 타이거를 비롯하여 CB 매스, 윤미래, 김진표 등이었다. 이후 CB Mass, 드렁큰 타이거, 윤미래 등은 공연을 함께 하는 일이 많아지면서 같이 크루를 결성하게 되었고, 그것이 시작이 되었다. 당시 윤미래를 통해 업타운과도 친한 사이였던 것으로 추측되나 이후 업타운과 드렁큰 타이거 사이의 갈등 때문에 업타운은 윤미래를 제외하고 모두 사이가 멀어졌다. 그러나 얼마 안 되어 Sean2Slow, 디지, Double K 등을 영입하여 규모가 더 커졌으며, TBNY, 에픽하이, 리쌍 등의 언더그라운드 팀도 멤버가 되었다. 한편으로 내부에서는 유대 관계가 훨씬 굳은 드렁큰 타이거, 윤미래, 비지 등을 중심으로 무사파라는 다른 크루도 만들어졌다.
2005년 드렁큰 타이거의 DJ 샤인이 탈퇴해 타이거 JK가 단독 리더 체제를 맡게 된 무브먼트는, 2006년 드렁큰 타이거와 윤미래가 정글 엔터테인먼트로 옮겨가면서 이를 기반 레이블로 삼아 활동하였다. 무브먼트 대다수의 멤버들은 다른 레이블에 있었으나, 정글 엔터테인먼트의 주최로 2006년에는 첫 번째 무브먼트의 합동 공연이 있었다. 이후 에픽하이와 다이나믹 듀오의 대중적 성공으로 무브먼트는 명실상부 가장 높은 인지도를 가진 한국 힙합 크루로 자리매김하였으며, 수많은 음악 프로그램의 소위 "힙합 특집"에 초빙되었다. 2008년부터 은지원, 2009년 길, 2010년 개리와 사이먼 도미닉 등의 예능 진출과 2009년엔 타이거 JK, 에픽하이, 윤미래의 무한도전 출연으로 MBC 《놀러와: 무브먼트 크루 특집》을 방송하고 2011년엔 런닝맨에 타이거 JK, 윤미래, 다이나믹 듀오, 사이먼 도미닉이 출연하는 등 대중 사이에 다시 한 번 각인되었다.

### 분열설, 그리고 사실상 해체
무브먼트의 결속력이 떨어진다는 논란은 JJK의 타블로 디스곡 누가 날 대표하는가에 Double K가 피쳐링했을 때부터 있었다. 이 시기에는 특히 에픽 하이가 무브먼트의 왕따라는 루머가 주를 이루었다. 그러나 이후 이어진 활동에서 에픽 하이가 무브먼트와 함께하는 활동을 많이 보이면서 루머는 차츰 사그라들었다.
2013년 들어 Big Sean의 Control 반주를 이용한 여러 디스곡이 발표된 소위 "컨트롤 대란"에서 이센스와 개코 간의 디스전이 벌어지면서, 무브먼트의 내부 분열이 다시 겉으로 드러난 게 아니냐는 주장이 제기되었었다. 실제로는 크루 내부 분열이라기보다는 한 개인 대 개인의 싸움으로 보는 입장도 있으나, 실제 한 힙합 가수의 매니저는 “무브먼트 크루가 예전 같지 않다”면서 “구성원 중 일부는 최근 사이가 매우 나빠져서 서로 연락을 취하거나 만나지도 않는 것으로 안다”고 말했다고 기사화되었다. 이에 관하여 무브먼트 소속 멤버들이 각자의 레이블을 만들고 활동에 힘쓰고 있으므로 자연스레 결속력은 약해질 수 밖에 없으나 이를 내부 분열로까지 과장하는 것은 무리라는 분석도 나왔다.
그러나 이와 같은 분열론은 사그라들지 않고 있으며, 특히 수장인 타이거 JK가 예전에 비해 무브먼트 멤버들과 친하지 않다는 분석도 있었다. 2013년 겨울 타블로는 한 인터뷰에서 무브먼트가 현재 어떤 방향으로 무얼 하고 있는지는 아무도 모를 것이라고 답하여 더 이상 하나된 움직임이 없음을 간접적으로 내비쳤다. 결국, 2013년 12월, 타이거 JK가 자신의 트위터를 통해 "무브먼트는 이 문화를 넓혀가자는 상징적 이름일뿐 , 기획사나 크루 개념이 아니였습니다. 모두가 무브먼트의 리더입니다. 만약 무브먼트가 크루라면 전 탈퇴합니다. #nomoremovement"라는 트윗을 올렸으며, 팬들은 이를 무브먼트의 사실상 활동 중단 및 해체로 받아들였다. 이에 대한 기타 멤버들의 공식 반응은 없었다.

## 멤버
- 김수빈 a.k.a adios
- 양동근 a.k.a YDG
- Sean2Slow a.k.a Truthon
- 톱밥, Yankie - 前 TBNY
- Epik High - Tablo, Mithra 眞, DJ Tukutz
- 은지원 a.k.a G1
- Drunken Tiger - Tiger JK
- Bizzy a.k.a Suga-Free
- Double K a.k.a Killa K
- Dok2 a.k.a Gonzo - 前 All Black
- Buga Kingz - Bobby Kim, Gan-D, Juvie Train
- 윤미래 a.k.a T. Gemini
- Dynamic Duo - 최자, 개코
- 리쌍 - 개리, 길
- Insane Deegie a.k.a Tequilla Addicated - 前 CB Mass
- MQ a.k.a Micki Eyez[1]

중간 탈퇴 멤버
- DJ Shine - 前 Drunken Tiger
- Curbin - 前 CB Mass
- Microdot - 前 All Black
- Supreme Team - Simon Dominic, E-Sens
- DJ Angky

## Movement 시리즈

### The Movement
Movement 크루의 시작점이 된 곡 "The Movement"는 드렁큰 타이거 2집 《위대한 탄생》에 수록되어있는 곡이다. 곡에는 김진표, 윤미래, CBMass 등이 참여했다. 후에 Movement 크루의 이름도 이 곡의 제목에서 나왔다. 같은 반주가 동일 앨범의 수록곡 The Umalis Bar에 사용되었다. 김진표는 무브먼트 크루 소속은 아니지만 창립 멤버들과의 친분으로 참여했다.
- 참여가수: CB Mass, Drunken Tiger, 윤미래, 김진표

### The Movement II
두 번째 Movement 시리즈인 "The Movement II"는 CBMass 1집 Massmediah에 수록된 곡이다. 이 곡은 에어로스미스의 "Dream On"을 샘플링한 것으로, 후에 에미넴의 "Sing for the Moment"가 같은 샘플을 사용해 표절한 것으로 오해받기도 하였다. 또 윤희중을 향한 디스곡이라는 것이 화제가 되었다.
- 참여가수: CB Mass, Drunken Tiger

### Movement III
세 번째 Movement 시리즈인 "Movement III"은 CBMass 2집 Massmatics에 수록되었다. 이 곡은 다수의 참여진과 타이트한 구성으로 많은 사랑을 받았다.
- 참여가수: CB Mass, Drunken Tiger, MQ[1], Sean2Slow, 디지, 윤미래

### Movement IV (꺼지지 않는 초심)
"Movement III" 이후로 오랫동안 발표되지 않았던 Movement 시리즈는 2008년 6월 비지의 앨범에서 다시 한 번 나타났다. 이번 곡은 Dok2의 프로듀싱 아래 무브먼트 소속 래퍼들이 모두 다 참여하였으며, 그 결과 장장 7분 57초의 긴 곡이 만들어졌다. 이 곡은 비지의 EP Bizzionary에 수록되어있다.
- 참여가수 : 무브먼트 소속 래퍼 전원 (MQ[1] 제외)